# Soil Festivities
Soil Festivities is een studioalbum uit 1984 van Vangelis, zijn zevende 'artiestenalbum' onder die naam.
Na de melodieuze muziekalbums Private Collection (met Jon Anderson) en Antarctica (filmmuziek) keerde Vangelis zich weer naar de wat meer experimentele muziek. Soil Festivities ("festiviteiten in de bodem") bevat een suite bestaande uit vijf "Movements" waarin relatief weinig melodie voorkomt. Duidelijk herkenbaar in de meeste tracks is de sequencer, maar deze geeft vooral de maatslag aan. Voor wat betreft de soort muziek vormt het album een trilogie met Mask en Invisible Connections.
Vangelis gaf aan dat hij wel weer muziek wilde maken die hij zelf leuk vond en dat het publiek die albums kocht, was mooi meegenomen. Hij kon daar uiteindelijk geen invloed op uitoefenen. Dit album, een conceptalbum, is geïnspireerd door al het leven dat zich in of dicht bij de grond bevindt. Vangelis voelde zich een vertaler van natuur naar muziek. Het album opent met onweersgeluiden om vervolgens minutenlang de regen te laten drenzen. Tezamen met de sequencer stapelt Vangelis laagjes tonen.
Het album zoals het nu op de markt verkrijgbaar is, heeft niet de originele opzet. Origineel waren er zes delen; deze zes delen verschenen op de eerste Japanse persing van de compact disc. Bij alle andere versies is deel 6 aan deel 5 gelast, er valt nog wel een korte stilte van vier seconden. Het album werd in Vangelis' eigen Nemo Studios opgenomen.

## Musici
- Vangelis – toetsinstrumenten

## Tracklist
| Nr. | Titel      | Duur  |
| --- | ---------- | ----- |
| 1.  | Movement 1 | 18:28 |
| 2.  | Movement 2 | 6:19  |
| 3.  | Movement 3 | 6:07  |
| 4.  | Movement 4 | 9:54  |
| 5.  | Movement 5 | 7:20  |